# Pułk Wolontariuszy Konnych Walentego Kwaśniewskiego
Pułk Wolontariuszy Konnych płk. Walentego Kwaśniewskiego - (forma staropolska: Pułk Wolontariuszów Konnych...) polski pułk jazdy okresu powstania kościuszkowskiego
Sformowany przed 26 kwietnia 1794 w Warszawie. Zamieniony później na regiment pieszy.
Dowódcą oddziału był płk Walenty Kwaśniewski.
Jego żołnierze walczyli m.in. pod Kolnem (7 lipca 1794) i Pragą (4 listopada 1794).